# Dioctria pollinosa
Dioctria pollinosa là một loài ruồi trong họ Asilidae. Dioctria pollinosa được Loew miêu tả năm 1870. Loài này phân bố ở vùng Cổ Bắc giới.